# Barent Fabritius
Barent (ook: Bernard) Pietersz. Fabritius (Middenbeemster, gedoopt 16 november 1624 - Amsterdam, begraven 20 oktober 1673) was een Nederlands kunstschilder.
Als zoon van Pieter Carelsz. Fabritius leerde hij het vak samen met zijn broer Carel Fabritius bij Rembrandt. Hij schilderde Bijbelse, mythische en historische scènes en daarnaast expressieve portretten.

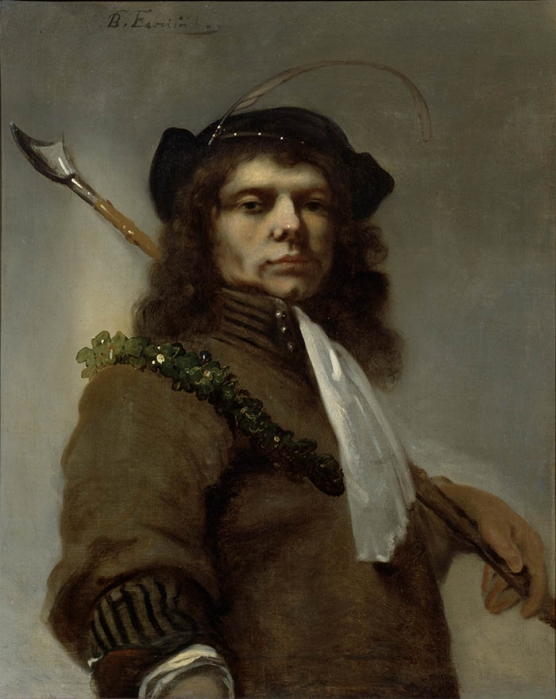
Zelfportret als herder (ca. 1655)
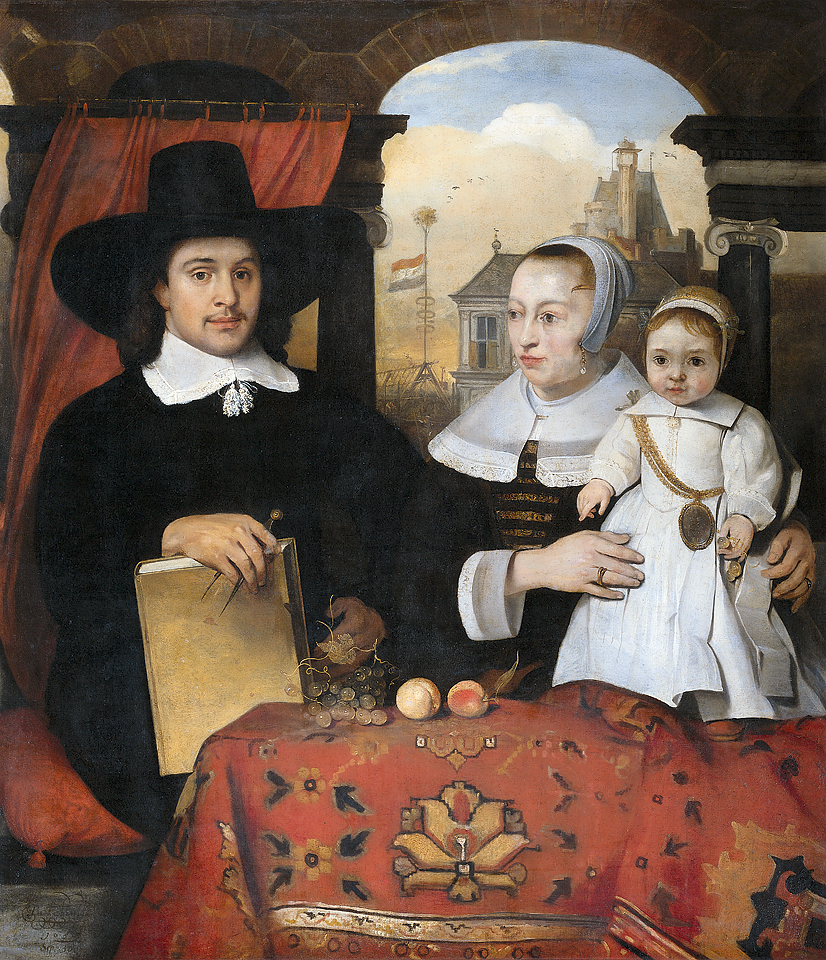
Willem van der Helm. Stadsbouwmeester van Leiden, met zijn vrouw Belytgen Cornelisdr van de Schelt en hun zoontje Leendert (1656)
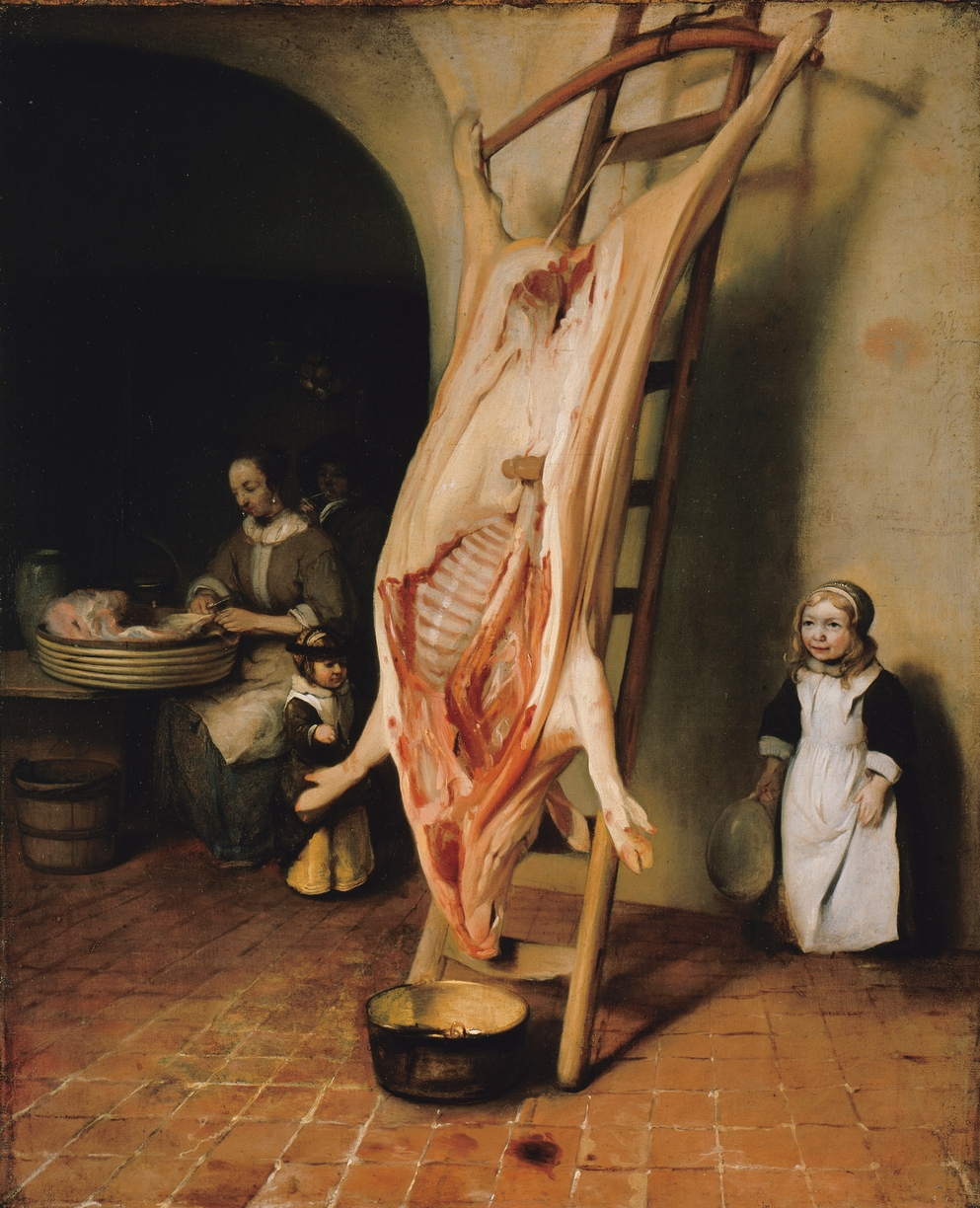
Het geslacht varken (1656)
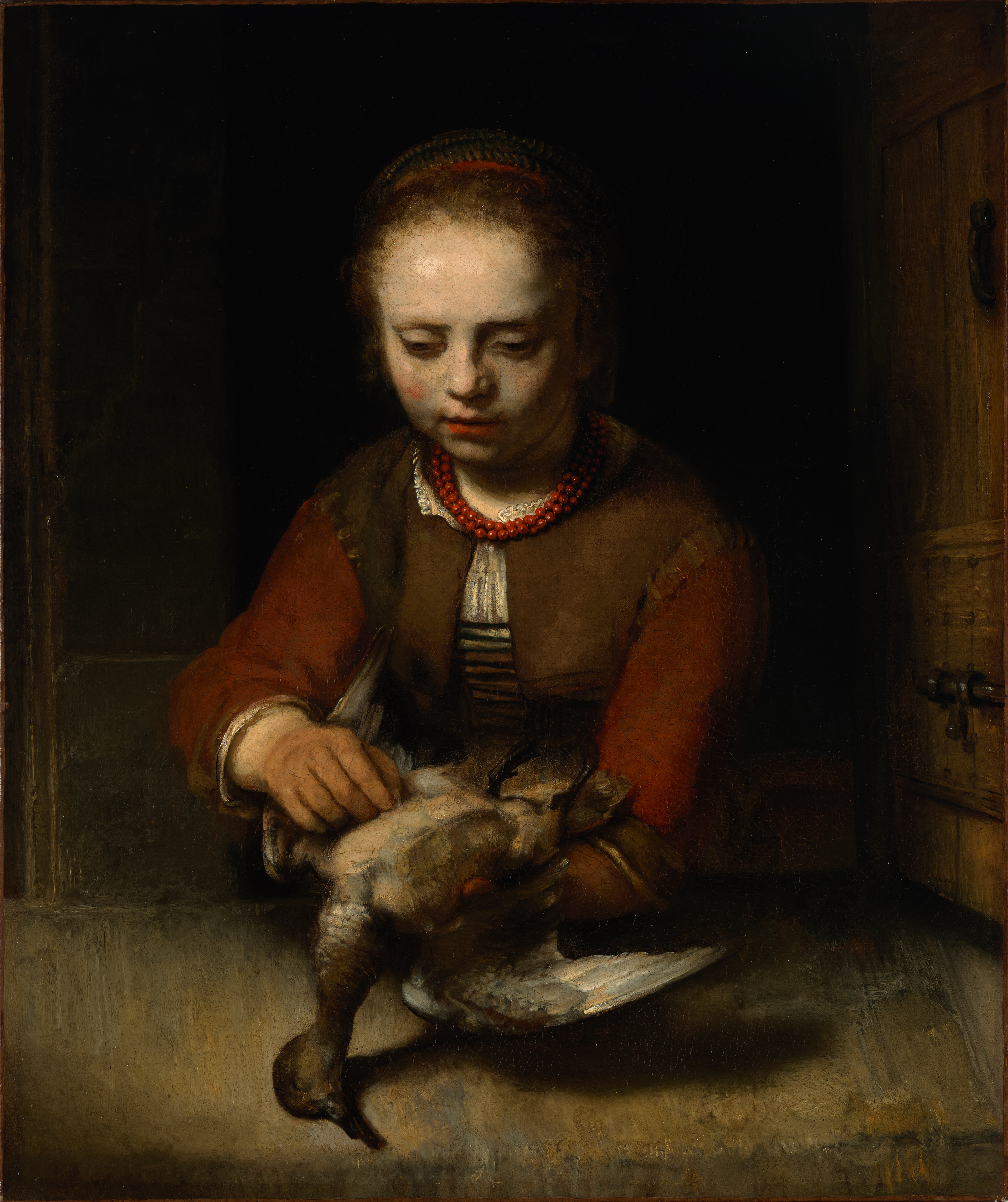
Barent Fabritius, Meisje tijdens het eendenplukken (midden 17e eeuw)
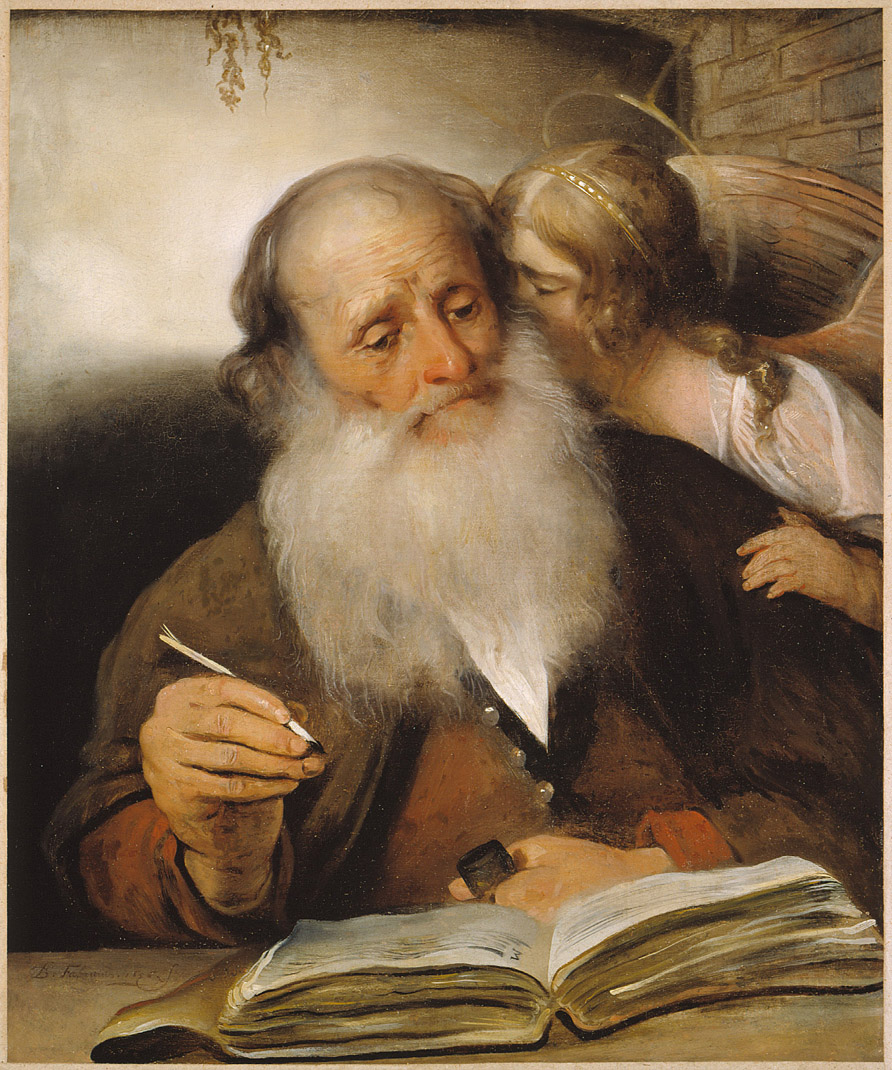
Barent Fabritius, De evangelist Mattheüs met de engel (1656)
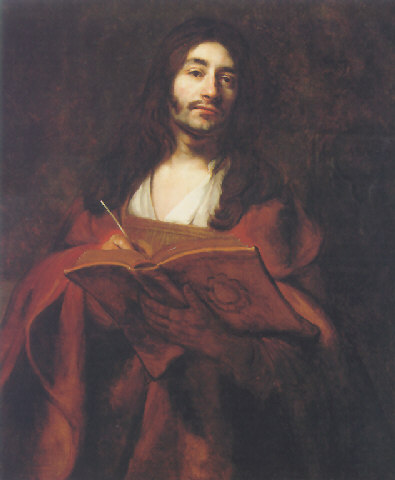
Zelfportret als de H. Johannes de Evangelist (1660)